# Edisun Power
Die Edisun Power Europe AG mit Sitz in Zürich ist ein international tätiges Schweizer Unternehmen, das Photovoltaikanlagen finanziert und betreibt.
Ende 2024 besitzt das Unternehmen 34 Solarstromanlagen in Europa mit einer Leistung von total 106 Megawatt (MW). Die Unternehmensgruppe betreibt in der Schweiz 5 Solarstromanlagen mit einer Leistung von etwa 1,53 MW, in Deutschland 6 Anlagen mit etwa 4,64 MW, in Spanien 11 Anlagen mit etwa 21,34 MW, in Frankreich 9 Anlagen mit etwa 4,62 MW, in Italien 1 Anlage mit etwa 1,0 MW und in Portugal 2 Anlagen mit etwa 72,39 MW.
Edisun Power wurde 1997 gegründet. Im Jahr 2000 erfolgte der Zusammenschluss mit der 1997 gegründeten AW Contracting AG. Die erste Solarstromanlage wurde 2002 in Zürich angeschlossen und hatte eine Leistung von rund 130 Kilowatt. Nachdem Edisun Power 2004 nach Deutschland expandierte, gab sich das Unternehmen 2005 eine Konzernstruktur mit der Edisun Power Europe AG als Konzernmutter. Das Unternehmen ist seit September 2008 an der Schweizer Börse SIX Swiss Exchange kotiert. Im Zusammenhang mit der Umstellung der Rechnungslegung von IFRS auf die Swiss GAAP FER per Jahresende 2013 wird die Aktie der Edisun Power Europe AG seit 4. November 2013 im «Swiss Reporting Standard» der Schweizer Börse gehandelt. Im Jahr 2020 wurde in Portugal (Mogadouro) eine Anlage mit dem mit Abstand grössten Output in Betrieb genommen.

## Kraftwerke (Beispiele)
- Solarkraftwerk Cortadeta, Mallorca.